# Должанов, Пётр Васильевич

Пётр Васильевич Должанов (9 июля 1906 — 8 июля 1986) — советский актёр театра и кино, заслуженный артист РСФСР (1972).

## Биография
Пётр Должанов родился 9 июля 1906 года в Новочеркасске (ныне Ростовская область) в семье железнодорожника, один из трёх детей. Пошёл работать, не окончив школу. В 1924—1929 годах работал токарем на железнодорожной станции и одновременно занимался в самодеятельности. В 1929 году был направлен в театральный Рабфак в Москву, который закончил в 1932 году. 
В 1932—1935 годах учился в ГИТИСе. После распределения попал в театр Закавказского военного округа в Тбилиси. На следующий год перешёл в Тбилисский театр имени Грибоедова.
В ноябре 1941 года ушёл добровольцем на фронт, где находился в составе ансамбля песни и пляски Северо-Кавказского фронта,  затем Отдельной приморской армии и Орловского военного округа. После войны вернулся в Тбилиси. 
В 1948 году переехал в Москву, работал чтецом в Московской филармонии. С 1949 года играл в театре Группы советских войск в Германии, где познакомился со своей будущей женой. В 1951 году вернулся в Москву и стал актёром Центрального театра Советской армии (сейчас Центральный академический театр Российской армии).
С 1962 года играл в Центральном детском театре. 
Много снимался в кино, где исполнял, как правило, отрицательные роли. Среди наиболее заметных ролей: Вадим Данилович («Крылья»), Федотов («Адъютант его превосходительства»), Жуков («Тени исчезают в полдень»). Выступал на эстраде. 
Умер 8 июля 1986 года в Москве, похоронен на Кузьминском кладбище (117 уч.).

### Семья
- Отец — Василий Андреевич Должанов (1860—1943) работал на железной дороге.
- Мать — Елизавета Давыдовна Должанова (1863—1942), домашняя хозяйка.
- Жена — актриса Нина Викторовна Должанова, закончила ГИТИС, работала в театре имени Маяковского, танцевала в ансамбле «Берёзка».
- Дочь — Наталия (род. 1954), работала скорняком в ателье Совета министров СССР.
- Внук — Кирилл Валерьевич Голиков, шеф-повар, участвовал в телевизионных программах.[2][3]

## Награды и премии
- Орден Красной Звезды.
- Медаль «За оборону Кавказа».
- Заслуженный артист РСФСР (6.09.1972).

## Работы в театре
- «Ревизор» — Бобчинский, Земляника
- «Женитьба» — Подколёсин
- «На всякого мудреца довольно простоты» — Городулин
- «Таланты и поклонники» — Вася
- «Мещане» — Перчихин
- «Любовь Яровая» — Швандя
- «Макар Дубрава» — Макар Дубрава
- «Давным-давно» — Кутузов
- «Последние рубежи» — Кудров
- «За тех, кто в море» — Рекало
- «Тайная война» — генерал Лавров
- «Московский характер» — Зайцев
- «Далёкое» — Корюшко

## Фильмография
1. 1937 — Огни — эпизод
2. 1942 — Мост — Барута
3. 1947 — Колыбель поэта — Добронравов
4. 1958 — Маяковский начинался так — фотограф
5. 1959 — Люди на мосту — представитель главка (нет в титрах)
6. 1959 — Солнце светит всем — Архипов
7. 1960 — Последние залпы — капитан-интендант
8. 1963 — Я шагаю по Москве — прохожий, бдительный гражданин[4]
9. 1966 — Крылья — Владимир Данилович
10. 1966 — Чёрт с портфелем — эпизод (нет в титрах)
11. 1968 — Братья Карамазовы — следователь
12. 1969 — Адъютант его превосходительства — Федотов
13. 1971—1973 — Тени исчезают в полдень — Андрей Васильевич Жуков
14. 1974 — Вечный зов (1-я серия) — отец Полипова
15. 1976 — Король Матиуш Первый — эпизод
16. 1976 — Рамаяна — эпизод
17. 1976 — Сибирь (3 серия «Вдоль тракта сибирского») — Филимон Селезнёв, староста
18. 1979 — Отец и сын — Лука Твердохлебов, кулак

## Аудиспектакли
- «Женитьба» Николай Гоголь — Яичница (спектакль Центрального детского театра. Постановка — Анатолий Эфрос. Запись по трансляции.)